# オイノーネー

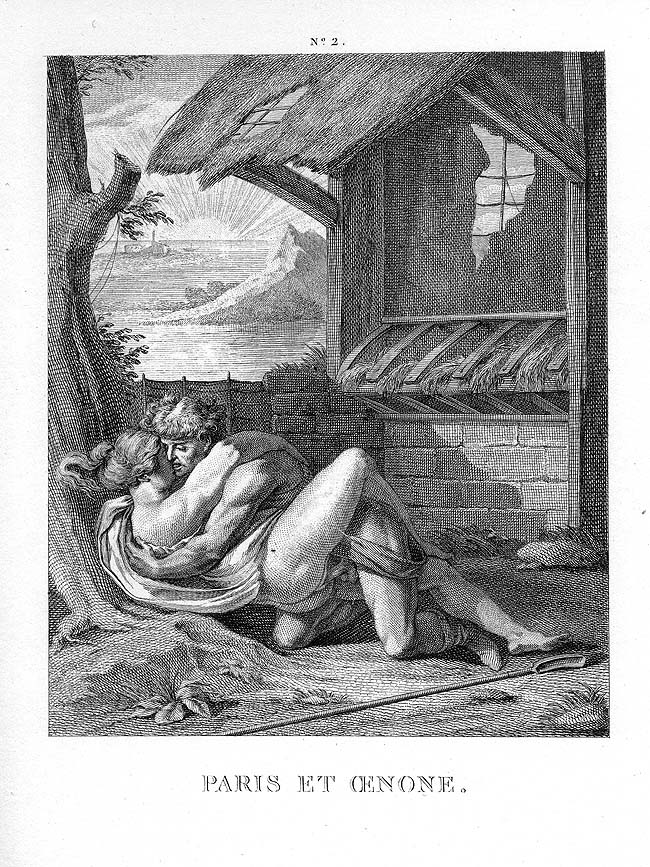
『イ・モーディ』に描かれたパリスとオイノーネー。

オイノーネー（古希: Οἰνώνη, Oinōnē）は、ギリシア神話の女性である。長母音を省略してオイノネとも表記される。河神ケブレーンの娘で、アステロペーと姉妹。トロイアの王子パリスと結婚して、コリュトスの母となった。オイノーネーはイーデー山に住むニュムペーで、女神レアーから予言の術を、アポローンから薬草について学んでいた。パリスがイーデー山で羊飼いをしていた頃の妻であり、パリスを深く愛していたが後にパリスに捨てられた。

## 神話
パリスは生まれたときにトロイアに災いをもたらす者として捨てられ、イーデー山で成長し、オイノーネーを妻とした。しかしパリスは3人の女神ヘーラー、アテーナー、アプロディーテーがイーデー山にやって来て美の審判を求めたときアプロディーテーの味方をした。そして審判ののち、オイノーネーを捨てて褒美である世界一の美女ヘレネーを誘拐しようとした。オイノーネーは予言の術によって誘拐をやめさせようとしたが説得できなかったため、もし誰も癒せない傷を負ったら治せるのは自分だけだから、そのときは戻ってくるように言った。
その後、パリスの誘拐によってトロイア戦争が起こり、パリスはピロクテーテースの弓矢によって癒えない傷を負い、瀕死となった。パリスはオイノーネーに癒してもらうためにイーデー山に戻った。しかしオイノーネーはパリスを怨んで追い返し、パリスはイーデー山を降りる途中で死んだ。オイノーネーは嘆いてパリスの火葬場に走っていき、火葬の炎に飛び込んで自殺した。あるいはパリスを追い返したことを後悔し、薬を持って追いかけたがすでに死んでいたため、首をつって自殺した。

## ギャラリー

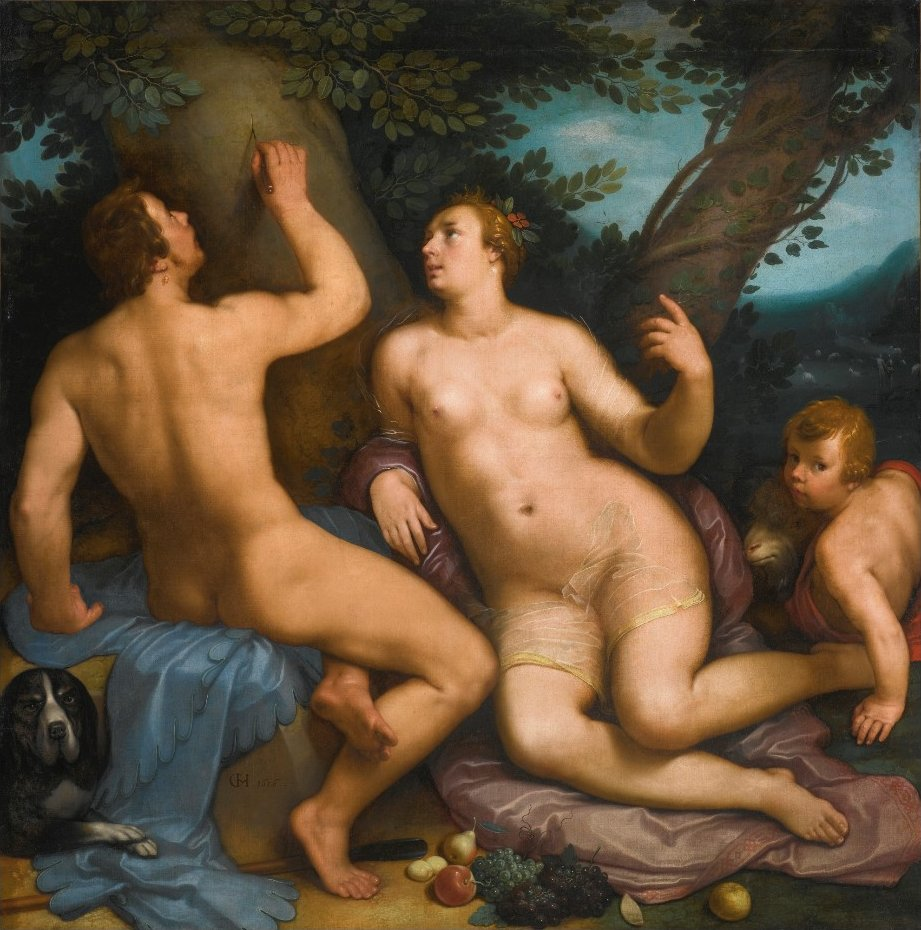
コルネリス・ファン・ハールレム『パリスとオイノネ』1616年 個人蔵
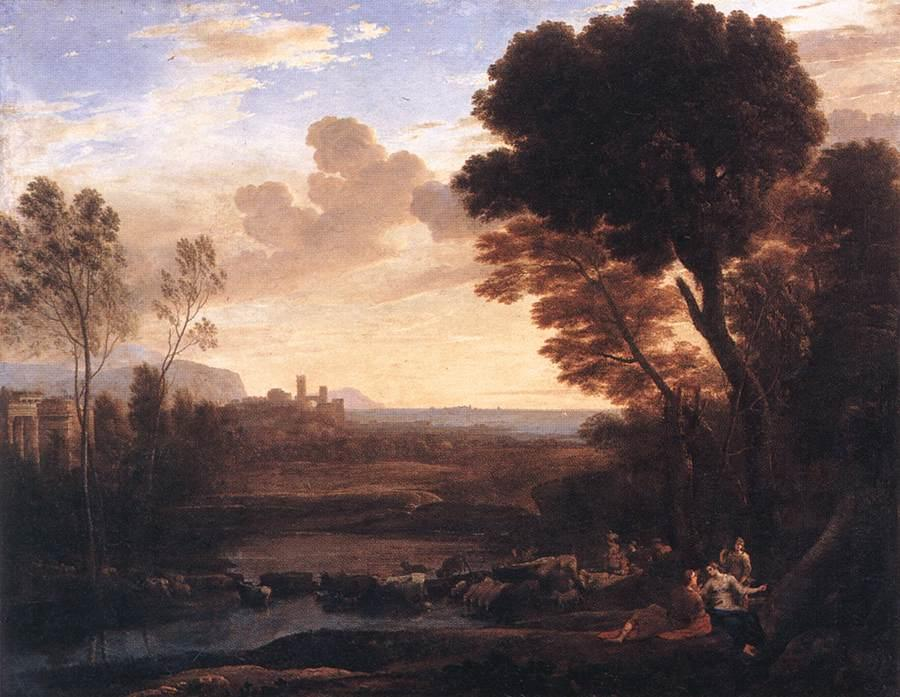
クロード・ロラン『パリスとオイノネのいる風景』1648年 ルーヴル美術館所蔵
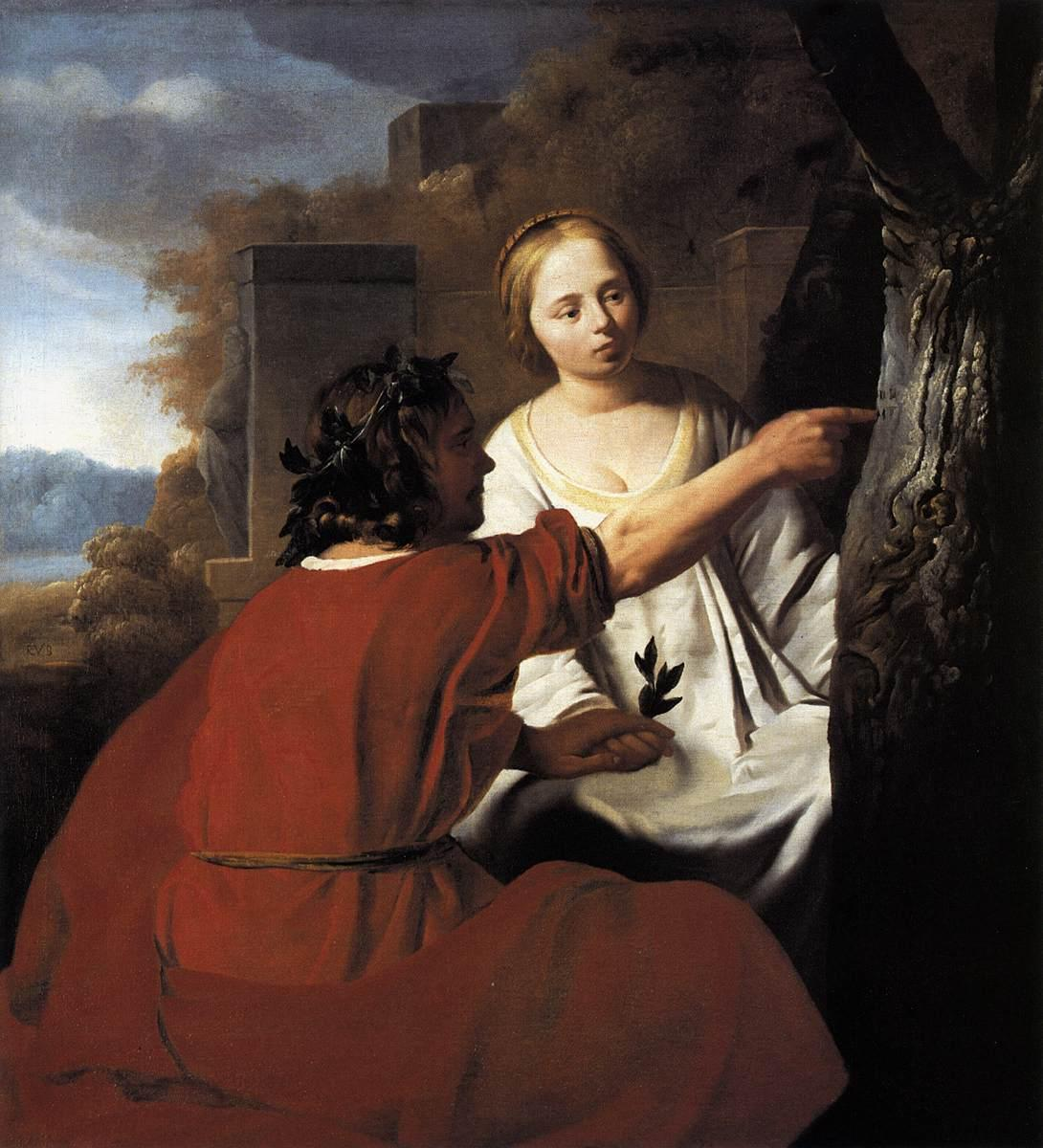
レイエル・ファン・ブロメンダール（英語版）『パリスとオイノネ』1655年頃 リール宮殿美術館所蔵
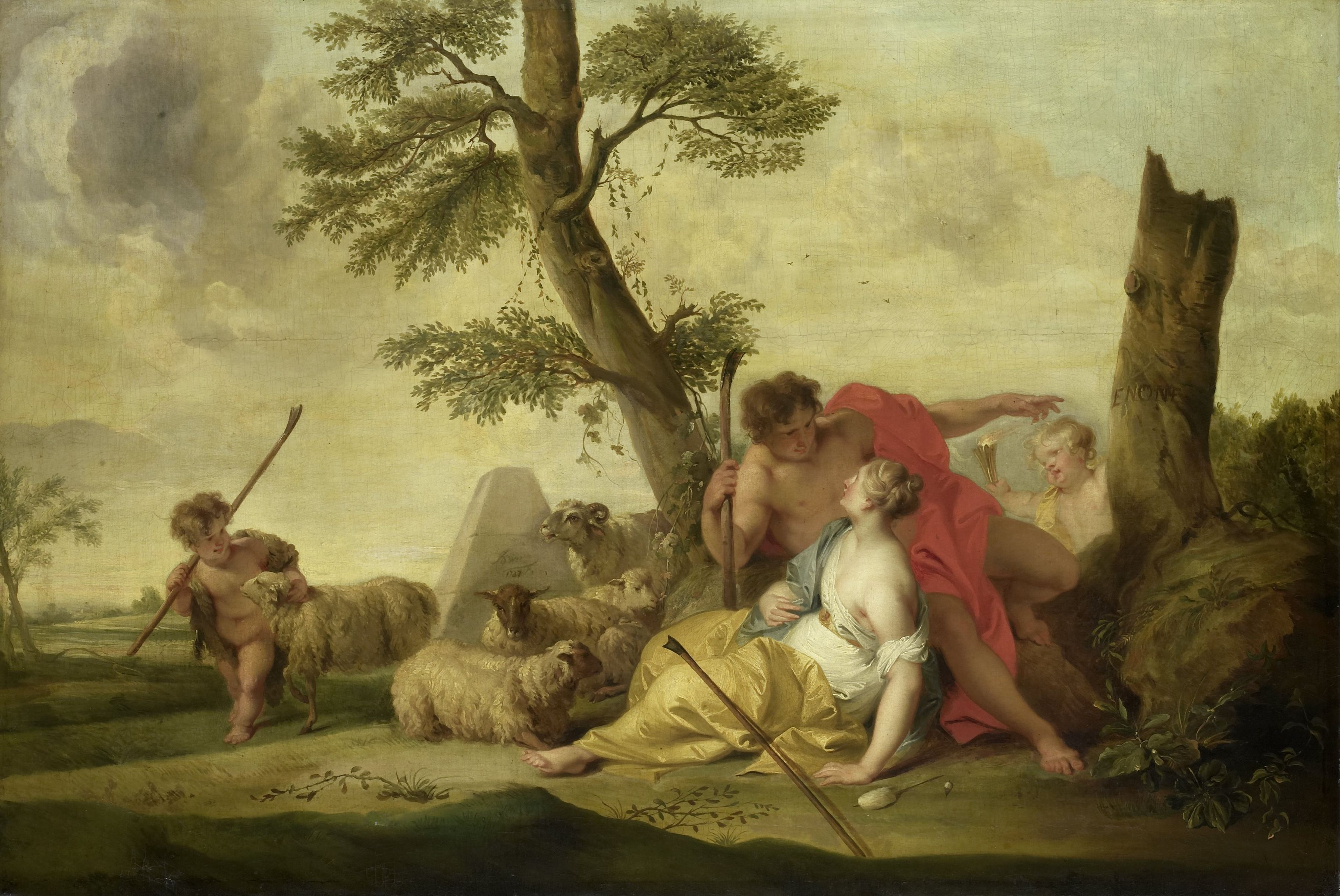
ヤーコプ・デ・ウィット（英語版）『パリスとオイノネ』1737年 アムステルダム国立美術館所蔵